# Vișinată
La vișinată est une liqueur roumaine élaborée à partir de griottes fermentées avec du sucre qu'on laisse ensuite macérer dans un alcool fort (généralement țuică, palincă ou vodka).